# キトゥンズジョイ
キトゥンズジョイ (Kitten's Joy) は、アメリカ合衆国の競走馬、種牡馬である。2004年のエクリプス賞最優秀芝牡馬。種牡馬としても成功し、2013年・2018年には北米リーディングサイアーに輝いている。

## 戦績
デビューから2戦はダート競走を使われるが、5着、2着に終わる。初芝となった3戦目に4馬身半差で圧勝し、以後芝路線を歩む。3歳時にはGI2勝（セクレタリアトステークス、ターフクラシック招待ステークス）を含む重賞6勝を挙げたが、ブリーダーズカップターフでは最低人気ベタートークナウの激走の前に2着に惜敗した。
ブリーダーズカップ・ターフ後に左脚の骨片除去の手術を受け、2005年7月に古馬初戦を迎えた。復帰2戦目でアーリントンミリオン2着に敗れた後、左脚球節を痛めていることが判明し、現役を引退した。通算成績は14戦9勝。芝では12戦9勝2着3回と一度も連対を外していない。

### 競走成績
以下の内容は、EQUIBASEの情報に基づく。
| 出走日     | 競馬場                 | 競走名                               | 格 | 距離   | 着順 | 騎手             | 着差     | 1着（2着）馬        |
| ---------- | ---------------------- | ------------------------------------ | -- | ------ | ---- | ---------------- | -------- | ------------------- |
| 2003.08.20 | サラトガ               | 未勝利                               |    | ダ5f   | 5着  | M.ルッチ         |          | Cat Buster          |
| 0000.09.24 | ベルモントパーク       | 未勝利                               |    | ダ8f   | 2着  | J.サントス       | アタマ   | Big Booster         |
| 0000.10.09 | ベルモントパーク       | 未勝利                               |    | 芝9f   | 1着  | S.ブリッジモハン | 4馬身1/2 | （The Penny Drops） |
| 0000.11.16 | チャーチルダウンズ     | アローワンス                         |    | 芝8.5f | 1着  | C.ペレット       | アタマ   | （Bogangles）       |
| 2004.01.01 | コールダー             | トロピカルパークダービー             | G3 | 芝9f   | 1着  | J.ベイリー       | 4馬身1/2 | （Broadway View）   |
| 0000.02.21 | ガルフストリームパーク | パームビーチステークス               | G3 | 芝9f   | 1着  | J.ベイリー       | 1馬身3/4 | （Prince Arch）     |
| 0000.04.30 | チャーチルダウンズ     | アメリカンターフステークス           | G3 | 芝8.5f | 1着  | J.ベイリー       | 2馬身1/2 | （Prince Arch）     |
| 0000.06.12 | チャーチルダウンズ     | ジェファーソンカップステークス       | G3 | 芝9f   | 2着  | J.ベイリー       | アタマ   | Prince Arch         |
| 0000.07.10 | チャーチルダウンズ     | バージニアダービー                   | G3 | 芝10f  | 1着  | E.プラード       | 2馬身3/4 | （Artie Schiller）  |
| 0000.08.14 | アーリントンパーク     | セクレタリアトステークス             | G1 | 芝10f  | 1着  | J.ベイリー       | 3馬身1/4 | （Greek Sun）       |
| 0000.10.02 | ベルモントパーク       | ターフクラシック招待ステークス       | G1 | 芝12f  | 1着  | J.ヴェラスケス   | 2馬身1/2 | （Magistretti）     |
| 0000.10.30 | ローンスターパーク     | ブリーダーズカップ・ターフ           | G1 | 芝12f  | 2着  | J.ヴェラスケス   | 1馬身3/4 | Better Talk Now     |
| 2005.07.04 | チャーチルダウンズ     | ファイアークラッカーBCハンデキャップ | G2 | 芝8f   | 1着  | E.プラード       | 1馬身    | （Old Forester）    |
| 0000.08.13 | アーリントンパーク     | アーリントンミリオン                 | G1 | 芝10f  | 2着  | E.プラード       | 3馬身    | Powerscourt         |

## 種牡馬入り後
2006年からオーナーブリーダーのラムジー夫妻所有のままラムジー・ファーム(Ramsey Farm)で種牡馬入り。初年度の種付け料は2万5,000ドルだった。産駒は主に芝で活躍し、2013年 - 2018年まで6年連続で北米の芝リーディングサイアーを獲得した。2013年・2018年には北米リーディングサイアーに輝いている。2014年には種付け料が10万ドルまで上昇した。活躍馬の多くはラムジー夫妻の所有馬であり、半ばプライベート種牡馬の要素もあった。2018年からはケンタッキー州のヒルンデイルファーム(Hill 'N Dale Farms)に所有権の一部が譲渡され、種付け相手の多様化を図るために種付け料を6万ドルに引き下げたうえで同ファームで供用されることになった。
近年は米国のみならず欧州でも活躍馬が出ている。日本に輸入された産駒の中からも、ダッシングブレイズやジャンダルムといった重賞勝ち馬が出ており、2022年にはジャンダルムがスプリンターズステークスを勝利して日本G1初勝利を果たした。

### 代表産駒

#### 北米・欧州[9][10]
- ステファニーズキトゥン（Stephanie's Kitten）： (2011年ブリーダーズカップ・ジュヴェナイルフィリーズターフ、2015年ブリーダーズカップ・フィリー&メアターフなど)
- ボビーズキトゥン（Bobby's Kitten）： (2014年ブリーダーズカップ・ターフスプリントなど)
- ビッグブルーキトゥン（Big Blue Kitten）： (2015年ジョーハーシュ・ターフクラシックステークスなどGIを4勝)
- アドミラルキトゥン（Admiral Kitten）： （2013年セクレタリアトステークスなど)
- リアルソリューション（Real Solution）： （2013年アーリントンミリオン、 2017年マンハッタンステークスなど)
- キトゥンズダンプリングス（Kitten's Dumplings）： (2013年クイーン・エリザベス2世チャレンジカップステークスなど)
- ディヴィシデロ（Divisidero）： (2016年・2017年ジョーハーシュ・ターフクラシックステークスなど)
- ホークビル（Hawkbill）： (2016年エクリプスステークス、2018年ドバイシーマクラシックなど)
- オスカーパフォーマンス（Oscar Performance）： (2016年ブリーダーズカップ・ジュヴェナイルターフ、2017年ベルモントダービー、セクレタリアトステークスなど)
- サドラーズジョイ（Sadler's Joy）： (2017年ソードダンサーステークスなど)
- ロアリングライオン（Roaring Lion）：（2018年エクリプスステークス、インターナショナルステークス、愛チャンピオンステークス、クイーンエリザベス2世ステークス）
- カメコ（Kameko）： (2019年フューチュリティトロフィー、2020年2000ギニーステークス)
- ヘンリーズジョイ（Henley's Joy）：（2019年ベルモントダービー）
- トリポリ（Tripoli）：（2021年パシフィッククラシックステークス）

#### 日本
太字はGI競走を示す
- ジャンダルム - スプリンターズステークス、デイリー杯2歳ステークス、オーシャンステークス[11]
- ダッシングブレイズ - エプソムカップ

### 母の父としての主な産駒
- Far Bridge / ファーブリッジ：（2023年ベルモントダービー、2024年ソードダンサーステークス、ジョーハーシュ・ターフクラシックステークス、2025年パンアメリカンステークス、マンノウォーステークス）- 父English Channel
- ジャスパークローネ：（2023年CBC賞）- 父Frosted[12]
- Test Score / テストスコア：（2025年トランシルヴァニアステークス、ベルモントダービー）- 父Lookin At Lucky

## 血統表
| キトゥンズジョイの血統      | キトゥンズジョイの血統                                             | キトゥンズジョイの血統                                             | （血統表の出典）                                                   | （血統表の出典） |
| 父系                        | サドラーズウェルズ系                                               | サドラーズウェルズ系                                               | サドラーズウェルズ系                                               | [ § 2 ]          |
| 父 El Prado 1989 芦毛       | 父の父Sadler's Wells 1981 鹿毛                                     | Northern Dancer                                                    | Nearctic                                                           | Nearctic         |
| 父 El Prado 1989 芦毛       | 父の父Sadler's Wells 1981 鹿毛                                     | Northern Dancer                                                    | Natalma                                                            |                  |
| 父 El Prado 1989 芦毛       | 父の父Sadler's Wells 1981 鹿毛                                     | Fairy Bridge                                                       | Bold Reason                                                        | Bold Reason      |
| 父 El Prado 1989 芦毛       | 父の父Sadler's Wells 1981 鹿毛                                     | Fairy Bridge                                                       | Special                                                            |                  |
| 父 El Prado 1989 芦毛       | 父の母Lady Capulet 1974 芦毛                                       | Sir Ivor                                                           | Sir Gaylord                                                        | Sir Gaylord      |
| 父 El Prado 1989 芦毛       | 父の母Lady Capulet 1974 芦毛                                       | Sir Ivor                                                           | Attica                                                             |                  |
| 父 El Prado 1989 芦毛       | 父の母Lady Capulet 1974 芦毛                                       | Cap and Bells                                                      | Tom Fool                                                           | Tom Fool         |
| 父 El Prado 1989 芦毛       | 父の母Lady Capulet 1974 芦毛                                       | Cap and Bells                                                      | Ghazni                                                             |                  |
| 母 Kitten's First 1991 鹿毛 | 母の父Lear Fan 1981 鹿毛                                           | Roberto                                                            | Hail to Reason                                                     | Hail to Reason   |
| 母 Kitten's First 1991 鹿毛 | 母の父Lear Fan 1981 鹿毛                                           | Roberto                                                            | Bramalea                                                           |                  |
| 母 Kitten's First 1991 鹿毛 | 母の父Lear Fan 1981 鹿毛                                           | Wac                                                                | Lt. Stevens                                                        | Lt. Stevens      |
| 母 Kitten's First 1991 鹿毛 | 母の父Lear Fan 1981 鹿毛                                           | Wac                                                                | Belthazar                                                          |                  |
| 母 Kitten's First 1991 鹿毛 | 母の母That's My Hon 1983 栗毛                                      | L'Enjoleur                                                         | Buckpasser                                                         | Buckpasser       |
| 母 Kitten's First 1991 鹿毛 | 母の母That's My Hon 1983 栗毛                                      | L'Enjoleur                                                         | Fanfreluche                                                        |                  |
| 母 Kitten's First 1991 鹿毛 | 母の母That's My Hon 1983 栗毛                                      | One Lane                                                           | Prince John                                                        | Prince John      |
| 母 Kitten's First 1991 鹿毛 | 母の母That's My Hon 1983 栗毛                                      | One Lane                                                           | Danger Ahead                                                       |                  |
| 母系(F-No.)                 | 2号族(FN:2-d)                                                      | 2号族(FN:2-d)                                                      | 2号族(FN:2-d)                                                      | [ § 3 ]          |
| 5代内の近親交配             | Northern Dancer 3×5、Tom Fool 4×5、Hail to Reason 4×5、Turn-to 5×5 | Northern Dancer 3×5、Tom Fool 4×5、Hail to Reason 4×5、Turn-to 5×5 | Northern Dancer 3×5、Tom Fool 4×5、Hail to Reason 4×5、Turn-to 5×5 | [ § 4 ]          |
| 出典                        | 1. 2. 3. 4.                                                        | 1. 2. 3. 4.                                                        | 1. 2. 3. 4.                                                        | 1. 2. 3. 4.      |

- 半妹に米GIを3勝したプレシャスキトゥン（父Catienus）がいる[13]。

## 参考
1. ↑  Kitten's Joy(USA)｜JBISサーチ（JBIS-Search）
2. 1 2 3 4  Horse Profile for Kitten's Joy | Equibase is Your Official Source for Thoroughbred Racing Information. 2018年5月3日閲覧
3. 1 2  Kitten's Joy - Stallion Register Online. 2018年5月3日閲覧
4. ↑  Ramsey Farm: Kitten's Joy. 2018年5月3日閲覧
5. ↑  KITTEN’S JOY RETIRED. The Racing Journal(September 25, 2005). 2018年5月3日閲覧
6. ↑  Kitten's Joy | Fee History. Racing Post. 2018年5月3日閲覧
7. ↑  キトゥンズジョイが大ブレーク！. OKYO THOROUGHBRED CLUB. OFFICAL SITE. 2018年10月26日閲覧
8. ↑  キトゥンズジョイ、来年からヒルンデール牧場で供用（アメリカ）［生産］.  公益財団法人ジャパン・スタッドブック・インターナショナル. 2018年5月3日閲覧
9. ↑  Kitten's Joy (horse). American Classic Pedigrees. 2018年5月3日閲覧
10. ↑  Kitten's Joy | Progeny. Racing Post. 2018年5月3日閲覧
11. ↑  “ジャンダルム”. JBISサーチ. 2022年3月5日閲覧。
12. ↑  “ジャスパークローネ(USA)”. JBISサーチ.   公益社団法人日本軽種馬協会. 2023年7月2日閲覧。
13. ↑  Precious Kitten(USA)｜JBISサーチ（JBIS-Search）. 2018年5月3日閲覧